# Toshiyuki Atokawa
Toshiyuki Atokawa (jap. 後川聡之; ur. 18 listopada 1968) – japoński karateka stylu Seidokaikan i kickbokser wagi półciężkiej, zawodnik K-1.
Jego macierzystym dojo było Higashi Osaka Honbu. W pierwszej połowie lat 90. był czołowym karateką stylu Seidokaikan. W 1990 roku został mistrzem Japonii. Rok później zdobył tytuł mistrza świata (w finale pokonał Australijczyka Adama Watta), a w 1995 roku wicemistrza (w finale przegrał z Taiei Kinem).
W latach 1993–1996 walczył w K-1. Był jednym z pionierów tej dyscypliny, w kwietniu 1993 roku reprezentował bowiem Seidokaikan w pierwszym w historii turnieju o mistrzostwo K-1. Przegrał wtedy w ćwierćfinale z amerykańskim kickbokserem Maurice’em Smithem.

## Osiągnięcia
Karate Seidokaikan:
- 1995: Karate World Cup '95 – 2. miejsce
- 1994: 3rd Towa Cup Championships – 1. miejsce
- 1991: Karate World Cup '91 – 1. miejsce
- 1990: 9th All Japan Open Karate Championships – 1. miejsce